# Hydrovatus postremus
Hydrovatus postremus is een keversoort uit de familie waterroofkevers (Dytiscidae). De wetenschappelijke naam van de soort is voor het eerst geldig gepubliceerd in 1942 door Guignot.